# Farmaceutická fakulta Veterinární a farmaceutické univerzity Brno

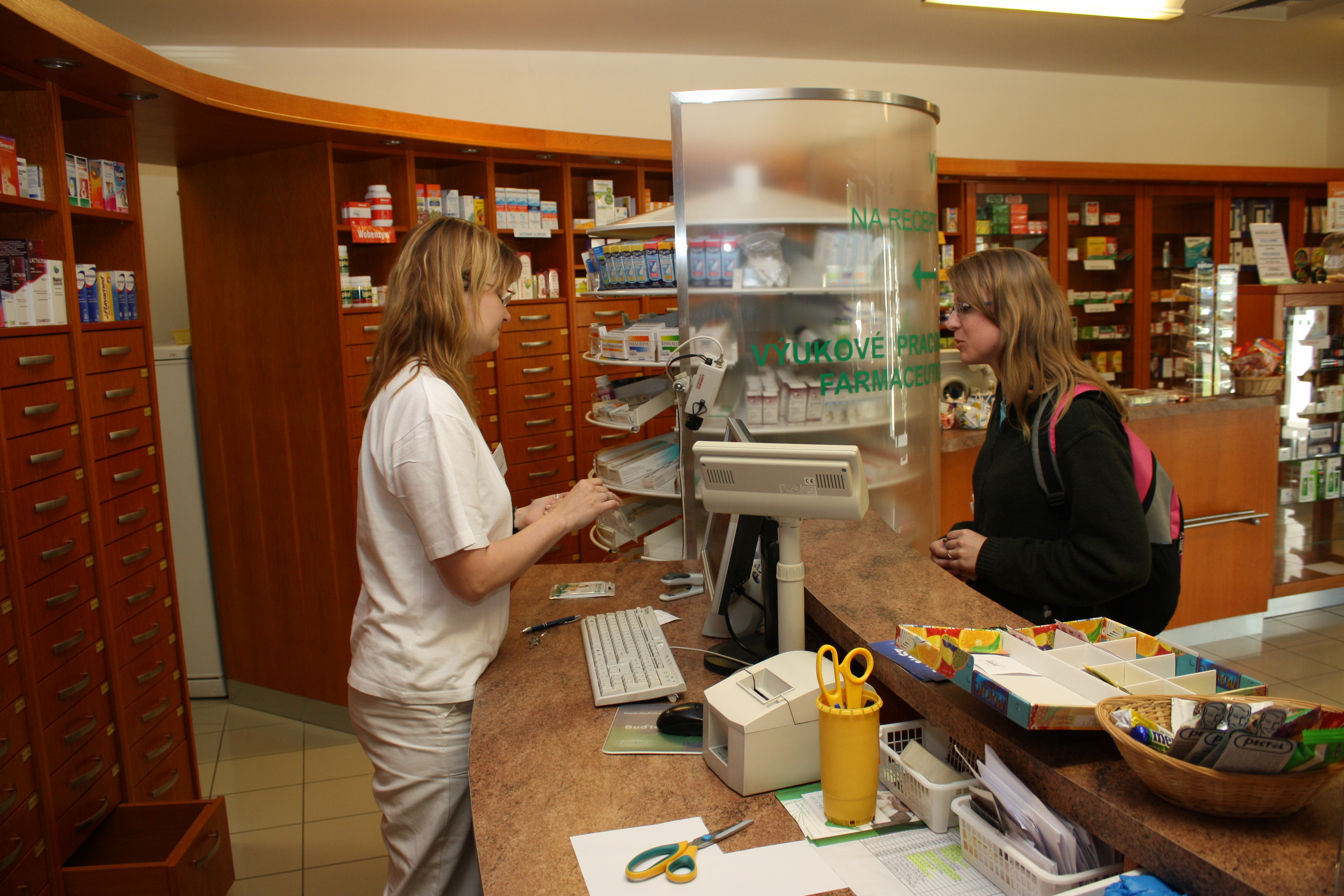
Výukové lékárenské pracoviště Farmaceutické fakulty

Farmaceutická fakulta Veterinární a farmaceutické univerzity Brno (FaF VFU) je zaniklá fakulta Veterinární a farmaceutické univerzity Brno. Vznikla v roce 1991, kdy navázala na existenci Farmaceutické fakulty Masarykovy univerzity, jež fungovala v letech 1952–1960. Farmaceutická fakulta VFU uskutečňovala univerzitní vzdělávání, výzkum i odbornou činnost zaměřenou na oblast farmacie. Fakulta se organizačně členila na děkanát, ústavy a účelová zařízení fakulty. Zanikla v roce 2020, kdy po dohodě VFU a Masarykovy univerzity došlo k jejímu přesunu do správy MU; fakticky tak byla obnovena dřívější Farmaceutická fakulta Masarykovy univerzity.

## Historie
Od podzimu 2019 probíhala jednání o přesunu fakulty z Veterinární a farmaceutické univerzity pod Masarykovu univerzitu (MU). Tento krok byl 8. dubna 2020 schválen akademickým senátem VFU. K 30. červnu 2020 došlo ke zrušení Farmaceutické fakulty VFU a 1. července 2020 vznikla, respektive byla obnovena Farmaceutická fakulta MU, která převzala pracovníky a studenty fakulty VFU. Výuka nadále probíhá v prostorách areálu VFU, které si Masarykova univerzita pronajala na pět let, do budoucna však MU počítá s přesunem fakulty do Univerzitního kampusu Bohunice.

## Struktura
- Ústav přírodních léčiv
- Ústav chemických léčiv
- Ústav technologie léků
- Ústav humánní farmakologie a toxikologie
- Ústav aplikované farmacie
- Ústav molekulární biologie a farmaceutické biotechnologie

Ústavy byly členěné do následujících sekcí:
- Sekce biologických a zdravotnických oborů (Ústav humánní farmakologie a toxikologie, Ústav molekulární biologie a farmaceutické biotechnologie)
- Sekce farmaceutické technologie a aplikované farmacie (Ústav technologie léků, Ústav aplikované farmacie)
- Sekce chemických a přírodních léčiv (Ústav přírodních léčiv, Ústav chemických léčiv)

## Účelová zařízení
- Fakultní lékárna
- Centrální laboratoře
- Vzdělávací institut

## Studium
Farmaceutická fakulta umožňovala studium magisterské, doktorské a podílela se na celoživotním vzdělávání. Magisterské studium se uskutečňovalo v rámci magisterského studijního programu v oboru Farmacie v českém i anglickém jazyce. Standardní doba studia byla 5 let. Forma studia byla prezenční. Studium zahrnovalo předměty skupiny základních oborů, zejména zaměřených na biologii a chemii, dále předměty skupiny oborů zaměřených na zdraví člověka a dále předměty farmaceuticky orientované, a to skupiny oborů přírodních léčiv, chemických léčiv, technologie léků, farmakologie a toxikologie a aplikované farmacie. Během studia student získal znalosti o léčivech, léčivých přípravcích, jejich technologickém zpracování a o účincích léčiv v organismu. Výuka probíhala na přednáškách, praktických cvičeních, seminářích a řízené praxi. Na závěr studia studenti absolvovali šestiměsíční praxi v lékárnách. Studium bylo zakončeno státní závěrečnou zkouškou, jejíž součástí byla obhajoba diplomové práce. Absolventi získávali po úspěšném ukončení studia titul magistr (ve zkratce Mgr. uváděné před jménem).

## Uplatnění absolventů
Absolventi Farmaceutické fakulty tradičně nacházeli největší uplatnění v lékárenské praxi, ale také ve farmaceutickém výzkumu, výrobě i distribuci léčiv. Absolvent měl být schopen samostatné činnosti v lékárně, mohl se podílet na léčebném procesu a ve spolupráci s lékařem vybrat optimální způsob farmakologické léčby. Po úspěšném ukončení magisterského studia mohl absolvent na základě obhajoby rigorózní práce a složení státní rigorózní zkoušky získat titul doktor farmacie (ve zkratce „PharmDr.“ uváděný před jménem). Doktorské studium se uskutečňovalo v rámci doktorského studijního programu Farmacie ve čtyřech oborech v jazyce českém. Přijímací zkoušky se skládaly formou pohovoru s uchazečem, v němž se ověřovaly především jeho předpoklady pro vědeckou práci. Studium bylo zakončováno státní doktorskou zkouškou a obhajobou disertační práce. Absolventům byl udělován akademický titul „doktor“ (ve zkratce „Ph.D.“ uváděný za jménem). Celoživotní vzdělávání bylo uskutečňováno v rámci Univerzity třetí ho věku v oboru Zdraví a léky, standardní doba vzdělávacího kurzu byla 2 roky.